# Chantal Andere
Jacqueline Chantal Fernández Andere (Città del Messico, 25 gennaio 1972) è un'attrice e cantante messicana.

## Biografia
Due volte figlia d'arte (dell'attrice Jacqueline Andere e del regista e sceneggiatore José María Fernández Unsáin), come attrice è attiva a partire dalla fine degli anni ottanta, specialmente in campo televisivo, dove ha partecipato ad oltre una ventina di differenti produzioni. Tra i suoi ruoli principali, figurano quelli in telenovele quali Acapulco, cuerpo y alma (1995), Sentimientos ajenos (1996), Destilando amor (2007), Rafaela (2011), La mujer del Vendaval (2012-2013), ecc.
Come cantante, ha invece pubblicato quattro album tra il 1990 e il 1995.

## Vita privata
È sposata dal 2008 con Enrique Rivero Lake, col quale ha avuto una figlia. In precedenza era stata sposata con il regista e produttore Roberto Gómez Fernández.

## Filmografia parziale

### Cinema
- Un corazón para dos (1990)

### Televisione
- Dulce desafío - telenovela (1988-1989)
- Un rostro en mi pasado - telenovela (1990)
- Madri egoiste (Madres egoístas) - telenovela (1991)
- Marimar - telenovela (1994)
- Acapulco, cuerpo y alma - telenovela (1995)
- Sentimientos ajenos (1996) - telenovela (1996)
- La usurpadora - serie TV (1998)
- Más allá de la usurpadora - film TV (1998)
- Cuento de Navidad - miniserie TV (1999)
- Diseñador ambos sexos - serie TV (5 episodi) (2001)
- Amor real - telenovela (2003)
- Cancionera - telenovela (2004)
- Destilando amor - telenovela (2007)
- S.O.S. - Sexo y otros secretos - serie TV (12 episodi) (2008)
- Sortilegio - telenovela (2009)
- Rafaela - telenovela (95 episodi) (2011)
- La mujer del Vendaval - telenovela (60 episodi) (2012-2013)

## Discografia

### Album
- 1990: Regresa
- 1992: Chantal
- 1995: Tentaciones

## Premi e riconoscimenti
- 1990: Premio TVyNovelas come miglior attrice debuttante per Dulce desafío
- 1997: Premio TVyNovelas come miglior attrice antagonista per Sentimientos ajenos
- 2008: Premio TVyNovelas come miglior attrice antagonista per Destilando amor
- 2008: Premio Bravo come miglior attrice antagonista per Destilando amor
- 2010: Premio ACPT come miglior attrice di commedia

## Doppiatrici italiane
- Marisa Della Pasqua in: Madri egoiste[8]
- Esther Ruggiero in Amor real[9]